# 地域密着テレビSUNSUNゆみちゃんねる
『地域密着テレビSUNSUNゆみちゃんねる』（ちいきみっちゃくテレビサンサンゆみちゃんねる）とは、2007年10月6日から2009年12月6日まで高知さんさんテレビで放送されていた情報番組・視聴者参加型の歌謡番組。毎回、高知県内にある市町村にスポットライトを当てていた。

## 出演者
- 藤田ゆみ子（当時高知さんさんテレビアナウンサー） - 総合司会を担当。
- 西尾まりん - アシスタントを担当。
- 水野善公（当時高知さんさんテレビアナウンサー） - コーナー司会を担当。
- 遠藤圭介（高知さんさんテレビアナウンサー）

## 放送時間
- 毎月第1土曜日 13:00 - 13:30 （2007年10月6日 - 2008年3月1日）
- 毎月第1日曜日 13:00 - 13:30 （2008年4月6日 - 2009年12月6日）

## コーナー
うちんく!おらんく!紅白歌合戦
視聴者参加型のカラオケコーナー。
うちんくくる!
対象市町村の魅力を紹介する。

## 過去放送分
- 須崎市（2007年10月）
- 高知市（2007年11月・2008年2月・6月・9月・12月・2009年4月・6月・9月・10月・12月）
- 安芸市（2007年12月）
- いの町（2008年1月）
- 香南市（2008年3月）
- 四万十市（2008年4月・8月）
- 南国市（2008年5月）
- 本山町（2008年7月）
- 決勝大会（2008年10月・2009年11月）
- 土佐清水市（2008年11月）
- 室戸市（2009年1月）
- 土佐市（2009年2月）
- 香美市（2009年3月）
- 中土佐町（2009年5月）
- 宿毛市（2009年7月）
- 芸西村（2009年8月）